# Microregione di Nova Friburgo
Nova Friburgo è una microregione dello Stato di Rio de Janeiro in Brasile, appartenente alla mesoregione di Centro Fluminense.

## Comuni
Comprende 4 municipi:
- Bom Jardim
- Duas Barras
- Nova Friburgo
- Sumidouro